# (73767) Bibiandersson
(73767) Bibiandersson – planetoida z pasa głównego asteroid okrążająca Słońce w ciągu 2,7 lat w średniej odległości 1,94 j.a. Została odkryta 10 sierpnia 1994 roku. Przed nadaniem nazwy planetoida nosiła oznaczenie tymczasowe (73767) 1994 PQ9.